# منطق پی‌ماس

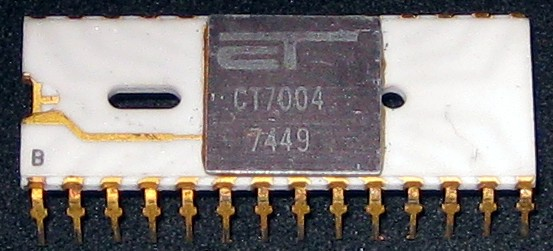
مدار مجتمع ساعت با پی‌ماس، ۱۹۷۴

منطق پی‌ماس (نیم‌رسانای اکسید فلز کانال-p) خانواده‌ای از مدارات دیجیتال است که با استفاده از ترانزیستورهای اثر میدان، نیم‌رسانای اکسید فلز با کانال-پی ساخته می‌شود. در زمان فعال شدن، با کاهش ولتاژ، مدار امکان رسانش حفره‌های الکترونی بین سورس و درین را فراهم می‌آورد، که مدار را در وضعیت «روشن» قرار می‌دهد.
مدارهای پی‌ماس نسبت به انواع دیگر ماسفتها، کمتر در معرض نویز الکترونیکی هستند که این امر، ساخت آنها را ساده‌تر می‌کند.
این نوع مدارها در دوران آغازین توسعهٔ ریزپردازنده‌ها در دههٔ ۱۹۷۰ میلادی بسیار پرکاربرد بودند. این نوع مدارها در مقایسه با جایگزین‌هایی از نوع اِن‌ماس و پی‌ماس، ضعف‌هایی نیز دارند. از جمله این ضعف‌ها می‌توان به نیازمند بودن آنها به چندین ولتاژ تغذیه مختلف (هم مثبت و هم منفی)، هدر رفت زیاد انرژی در وضعیت رسانش و داشتن اجزای نسبتاً بزرگ اشاره کرد. همچنین در این نوع مدار، سرعت کلیدزنی در کل پایین‌تر است. پی‌ماس، بعدها و با ظهور فناوری‌های بهتر در ساخت ادوات نیم‌رسانا از جمله حذف بیشتر ناخالصی‌ها که باعث کم شدن نویز الکترونیکی می‌شد، جای خود را به اِن‌ماس داد. اِن‌ماس در مقایسه با پی‌ماس در بسیاری از زمینه‌ها مثل مصرف انرژی، گرمای تولید شده و اندازه اجزا، بهتر بود. اِن‌ماس، در میانهٔ دههٔ ۱۹۷۰ میلادی، به‌طور گسترده مورد استفاده قرار گرفت و بعدها در دههٔ ۱۹۸۰، جای خود را به سیماس داد.

## شرح
پی‌ماس برای پیاده‌سازی دروازه‌های منطقی و سایر مدارهای دیجیتال، از ترانزیستورهای اثر میدان نیم رسانای اکسید فلزی نوع P استفاده می‌کند.
ترانزیستورهای پی‌ماس، با ساخت یک ناحیهٔ تخلیه در بدنهٔ یک ترانزیستور نوع n، کار می‌کنند. ناحیهٔ تخلیهٔ مذکور، با ایجاد حفره‌هایی بین پایه‌های سورس و درین، عمل رسانش را انجام می‌دهد. این ناحیه با اعمال ولتاژ بالا به پایهٔ سوم که گیت (gate) نامیده می‌شود، ساخته می‌شود. پی‌ماس، با وجود سادگی در طراحی و ساخت، دارای نقاط ضعف نیز هست. بزرگترین مشکل، وجود جریان متناوب در دروازه‌های منطقی پی‌ماس به هنگام فعال بودن PUN می‌باشد. این مشکل در زمان بیکاری مدار، باعث اتلاف توان ایستایی می‌شود.
همچنین، مدارهای پی‌ماس به آرامی از بالا به پایین منتقل می‌شوند. هنگام انتقال از پایین به بالا، ترانزیستورها مقاومت کمی را ایجاد می‌کنند و بار خازنی در خروجی خیلی سریع جمع می‌شود (شبیه شارژ خازن از طریق مقاومت بسیار کم). اما مقاومت بین خروجی و ریل منبع منفی بسیار بیشتر است، بنابراین انتقال بالا به پایین بیشتر طول می‌کشد (شبیه تخلیه خازن از طریق مقاومت بالا). استفاده از مقاومت با مقدار کم، روند را تسریع می‌کند اما باعث اتلاف توان استاتیک می‌شود.
علاوه بر این، سطح منطق ورودی نامتقارن باعث می‌شود که مدارهای پی‌ماس در معرض نویز باشند.
بیشتر مدارهای مجتمع پی‌ماس به منبع تغذیه ۱۷–۲۴ ولت DC نیاز دارند. با این وجود ریز پردازنده اینتل ۴۰۰۴ از منطق پی‌ماس با پلی‌سیلیکون به جای فلز گیت‌ها استفاده می‌کند که ولتاژ تفاضلی کوچکتر را ممکن می‌سازد.
گرچه ساخت آن در ابتدا آسان‌تر بود، اما منطق پی‌ماس بعداً با استفاده از ترانزیستورهای اثر میدانی کانال n با منطق اِن‌ماس جایگزین شد. اِن‌ماس سریع‌تر از پی‌ماس است. مدارهای مجتمع مدرن منطق سیماس هستند که از ترانزیستورهای کانال p و کانال n استفاده می‌کنند.

## دروازه‌ها
ماسفت‌های نوع p در یک «شبکه بالاکش» که به اصطلاح PUN نامیده می‌شود، بین خروجی دروازه منطقی و ولتاژ تغذیه مثبت مرتب شده‌اند، در حالی که یک مقاومت بین خروجی دروازه منطقی و ولتاژ منبع منفی قرار گرفته‌است. مدار به گونه ای طراحی شده‌است که اگر خروجی مورد نظر زیاد باشد، PUN فعال خواهد بود و یک مسیر جریان بین منبع مثبت و خروجی ایجاد می‌کند.
در صورت معکوس کردن تمام ولتاژها، دروازه‌های پی‌ماس همان آرایش گیت‌های اِن‌ماس را دارند؛ بنابراین، برای منطق فعال بالا، قوانین دمورگان نشان می‌دهد که یک دروازه پی‌ماس NOR همان ساختار دروازه اِن‌ماس NAND و بالعکس را دارد.
|  |  |  |

## تاریخچه
پس از اختراع ماسفت توسط محمد عطاالله و داوون کانگ در آزمایشگاه‌های بل در سال ۱۹۵۹، آنها فناوری ماسفت را در سال ۱۹۶۰ عرضه کردند.
آنها هر دو ادوات پی‌ماس و اِن‌ماس را با فرایند ۲۰ میکرومتر ساختند. با این حال، قطعات اِن‌ماس غیر عملی بودند و فقط قطعات نوع پی‌ماس عملی بودند. چندین سال بعد فرایند اِن‌ماس به صورت عملی‌تر توسعه یافت.
اولین ریز پردازنده‌ها در اوایل دهه ۱۹۷۰، پردازنده‌های پی‌ماس بودند که در ابتدا بر صنعت ریزپردازنده‌های اولیه تسلط داشتند. در اواخر دهه ۱۹۷۰، ریزپردازنده‌های اِن‌ماس از پردازنده‌های پی‌ماس پیشی گرفتند.